# بربرانا
بربرانا (به اسپانیایی: Berberana) یک شهرستان در اسپانیا است.